# Робертас Фрідрікас
Робертас Фрідрікас (лит. Robertas Fridrikas, нар. 8 квітня 1967, Каунас) — радянський і литовський футболіст, що грав на позиції нападника, зокрема за «Жальгіріс» та «Аустрію» (Відень), а також за національну збірну Литви.

## Клубна кар'єра
У дорослому футболі дебютував 1985 року виступами за команду «Жальгіріс», в якій провів п'ять сезонів, взявши участь у 52 матчах чемпіонату. 
Згодом у 1990–1991 роках пограв за «Гурію» (Ланчхуті) та «Локомотив» (Москва), після чого ненадовго повертався до «Жальгіріса».
Привернув увагу представників тренерського штабу «Аустрії» (Відень) і того ж 1991 року перебрався до Австрії. Відіграв за віденську команду наступні три сезони своєї ігрової кар'єри.
Завершив ігрову кар'єру вистипами протягом 1994—1995 років за «ВАФ Леопольдштадт», команду четвертої австрійської ліги.

## Виступи за збірну
1990 року дебютував в офіційних матчах у складі новоствореної національної збірної Литви.
Загалом протягом кар'єри в національній команді, яка тривала 6 років, провів у її формі 25 матчів, забивши 1 гол.